# Cirkulär ekonomi
Cirkulär ekonomi är ett uttryck för ekonomiska modeller för affärsmöjligheter där cirkulära kretslopp i ett företag, samhälle eller en organisation används snarare än linjära processer som hittills har varit dominerande. Cirkulär ekonomi är inspirerat av industriell ekologi, Performance Economy och Cradle-to-Cradle-rörelsen, eller Vagga till vagga på svenska. Jämför även kretsloppsekonomi som politiskt begrepp.
Cirkulär ekonomi är inspirerad av naturens kretslopp. Strävan är att avfall inte ska existera utan ses som en råvara. Därför designas produkterna så att de är lätta att återvinna. Biologiskt material ska kunna komposteras, och övrigt material designas så att det går att:
1. Återanvändas
2. Materialåtervinnas
3. Energiutvinna

I fallande önskvärdhet.
För att ställa om från en linjär till en cirkulär ekonomi kan en organisation:
1. Ta bort miljöfarliga ämnen.
2. Designa om produkterna så att de materialmässigt går att ta isär i sina beståndsdelar.
3. Använda förnyelsebar energi till produktion och transporter.
4. Återföra material enligt önskvärdhetslistan ovan.
5. Dela, hyra eller leasa produktionsmedel snarare än att äga dem själva, och på samma sätt hyra eller leasa ut produkterna till sina kunder snarare än att sälja dem. På så sätt säljer man "funktionen" snarare än produkten.

## EU:s handlingsplan för cirkulär ekonomi
EU kommissionen antog 2015 en handlingsplan och ett åtgärdspaket för den cirkulära ekonomin i Europa. Åtgärdspaketet innefattar reviderad och ny lagstiftning som ska leda till att sluta kretsloppet i produkters livscykel genom att öka materialåtervinning och återanvändning. I takt med att ny lagstiftning kommer på plats får den europeiska standardiseringsorganisationen, CEN, i uppdrag av kommissionen att ta fram standarder som stöttar efterlevnad av de nya lagkraven. Bland annat handlar det om nya standarder för material, förpackningar, ekodesign med mera.